# Toyota
La Toyota Motor Corporation (トヨタ自動車株式会社, Toyota Jidōsha Kabushiki-gaisha?) (TYO 7203) & (NYSE TM), o Toyota és una corporació multinacional japonesa, que fabrica automòbils. L'any 2007, incloent les filials 
Daihatsu i Hino, la companyia va ser la número u en vendes d'automòbils venent 9,62 milions de vehicles, per davant de General Motors, que havia ocupat aquest lloc durant els 72 anys anteriors. I durant l'any 2008, malgrat la crisi, repeteix com a número ú mundial.
L'empresa va començar com un departament, iniciat el 1933 per Kiichiro Toyoda, filial de la companyia del seu pare Toyota Industries per a produir automòbils. Va produir el primer vehicle de passatgers l'any 1935,i el 1937 es constitueix com a companyia independent. La seu és a Toyota, Aichi, Japó.

## Marques del grup automobilístic
| Marca       | Seu                    | Fundació | Membre del grup | Vehicles matriculats anuals |
| ----------- | ---------------------- | -------- | --------------- | --------------------------- |
| Toyota      | Toyota, Japó           | 1937     | 1937-Actualitat |                             |
| Lexus       | Nagoya, Japó           | 1989     | 1989-Actualitat |                             |
| Daihatsu    | Osaka, Japó            | 1907     | 1999-Actualitat |                             |
| Scion       | Torrance, Estats Units | 2003     | 2003-2016       |                             |
| Grup Toyota | Toyota, Japó           | 1937     |                 |                             |

## Nom

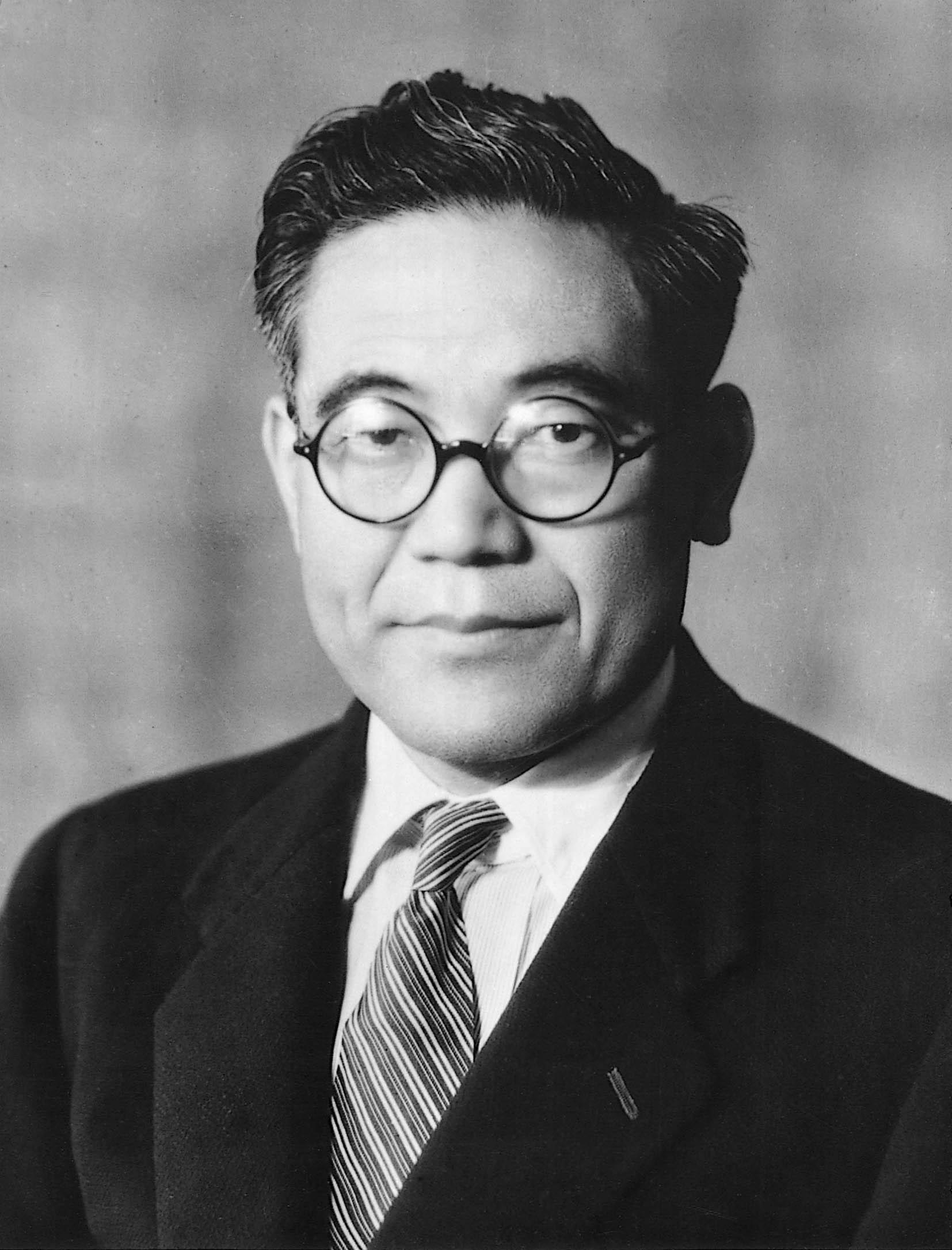
Kiichiro Toyoda enginyer i fundador de Toyota.

Encara que el cognom de la família fundadora és Toyoda (豊田) es va decidir modificar el nom de l'empresa a Toyota ja que la seva pronunciació és més senzilla i la seva escriptura simbolitza un començament feliç: Toyota (トヨタ) al Japó és considerat més afortunat que Toyoda (豊田) ja que es considera al vuit com un nombre de la sort i vuit és el nombre de traços necessaris per escriure Toyota en Katakana. En xinès l'empresa i els seus vehicles se segueixen referint pels caràcters equivalents (Xinès tradicional: 豐田; Xinès simplificat: 丰田), amb lectura xinesa.

## Història

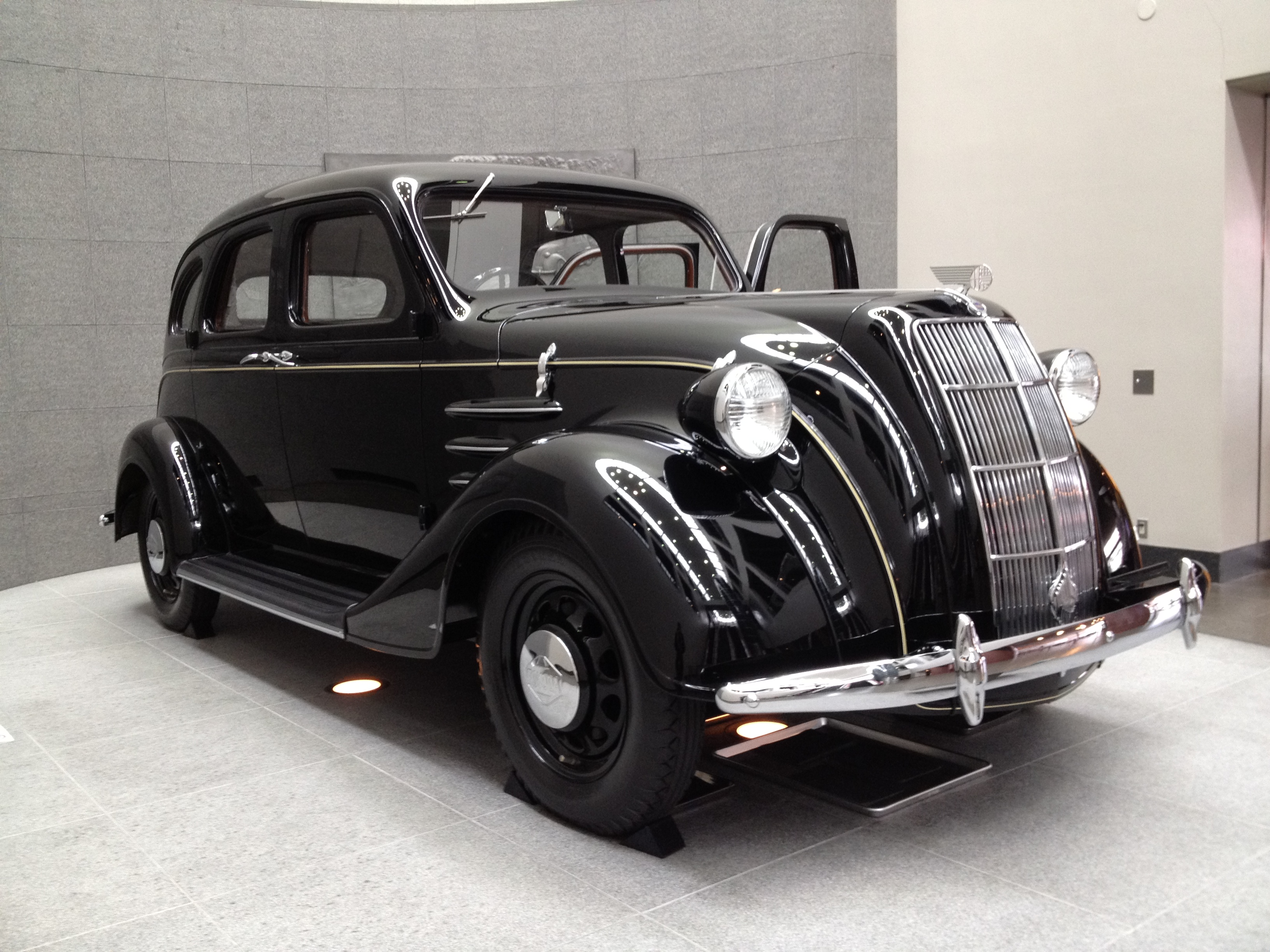
L'AA (en la imatge una rèplica) va ser el primer automòbil fabricat per Toyota, quan la companyia encara es denominava Toyoda, en 1936.

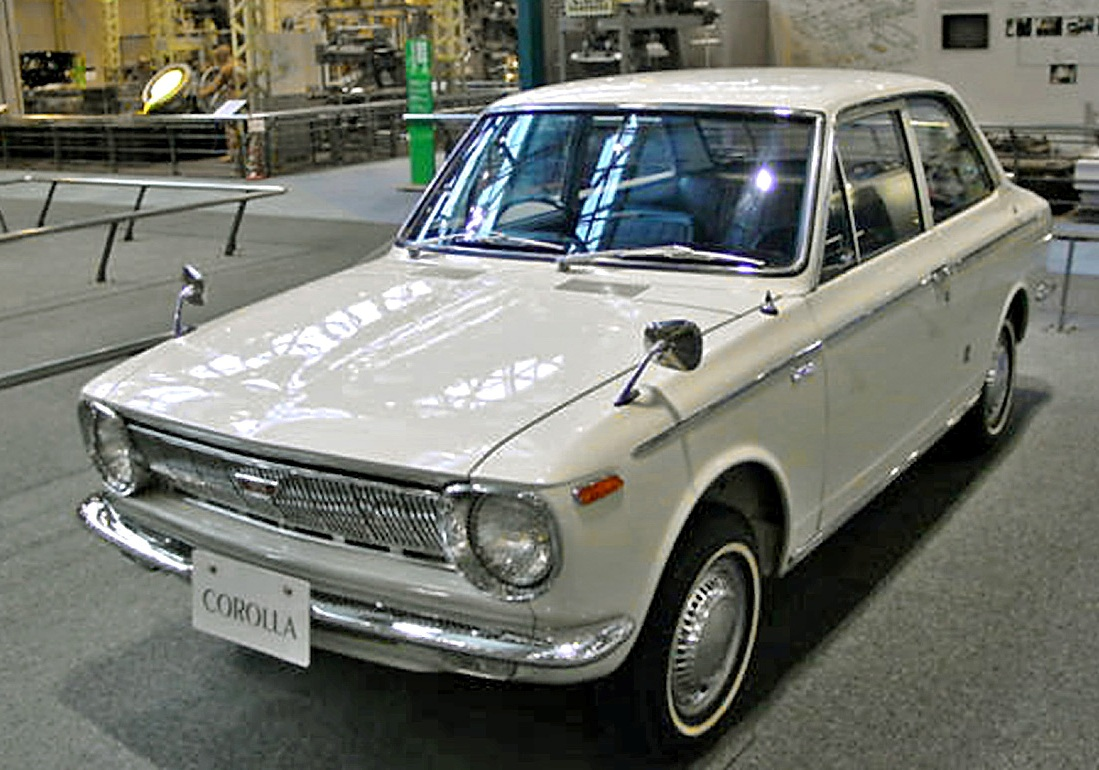
El Corolla, un dels cotxes més icònics de la marca, va iniciar la seva comercialització en 1966.

Toyota Motor Corporation va ser fundada el 23 de setembre de 1933 quan el fabricant de telers Toyoda Automatic Loom va crear una nova divisió dedicada a la producció d'automòbils dirigida per Kiichiro Toyoda fill del fundador Sakichi Toyoda.
En 1934 el fabricant va produir el seu primer motor, tipus A, que es va emprar en el seu primer model d'automòbil (A1) i el seu primer camió (G1) en 1935. L'any següent es va iniciar la producció del model AA. En 1937 Toyota Motor Co. va ser establerta com una empresa independent.
Durant la Segona Guerra Mundial l'empresa es va dedicar a la producció de camions per l'Exèrcit Imperial Japonès. A causa de la severa escassetat al Japó els camions militars van ser fabricats de la manera més senzilla possible, per exemple dotant-los amb només un far al centre del capó. La contesa va finalitzar poc abans d'un bombardeig aliat programat a les fàbriques de Toyota a Aichi el que va evitar la destrucció de les instal·lacions de la companyia.
Després de la Segona Guerra Mundial la producció d'automòbils comercials es va reprendre en 1947 amb el llançament del model SA. En 1950 es va fundar una empresa de vendes independent, denominada Toyota Motor Sales Co.
Al maig de 1953, 5 unitats del Toyota Land Cruiser van ser exportats a El Salvador convertint-se en els primers vehicles Toyota a arribar al continent americà. El següent pas va ser la inauguració, a l'abril de 1956, de la xarxa de comercialització i servei Toyopet.
Al següent any el Toyota Crown, després d'iniciar la seva comercialització com a vehicle d'exportació en països com Tailàndia o Brasil, es va convertir en el primer automòbil japonès comercialitzat als Estats Units. També en 1957 es van crear les divisions de Toyota nord-americana (Toyota Motor Sales Inc.) i brasilera (Toyota do Brasil S.A.).
Toyota va començar a expandir-se en els anys 1960 amb una nova instal·lació d'investigació i desenvolupament i Tailàndia va estrenar una divisió específica. Es va produir la unitat 10 milions i els productes de la companyia van començar a ser reconeguts amb l'obtenció, al maig de 1965, del Premi Deming. La companyia també es va associar amb altres empreses automobilístiques nipones com Hino Motors i Daihatsu.

### Des de 1970

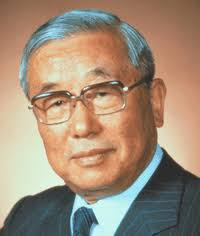
Eiji Toyoda, considerat responsable del creixement internacional de Toyota gràcies al seu sistema de producció únic.

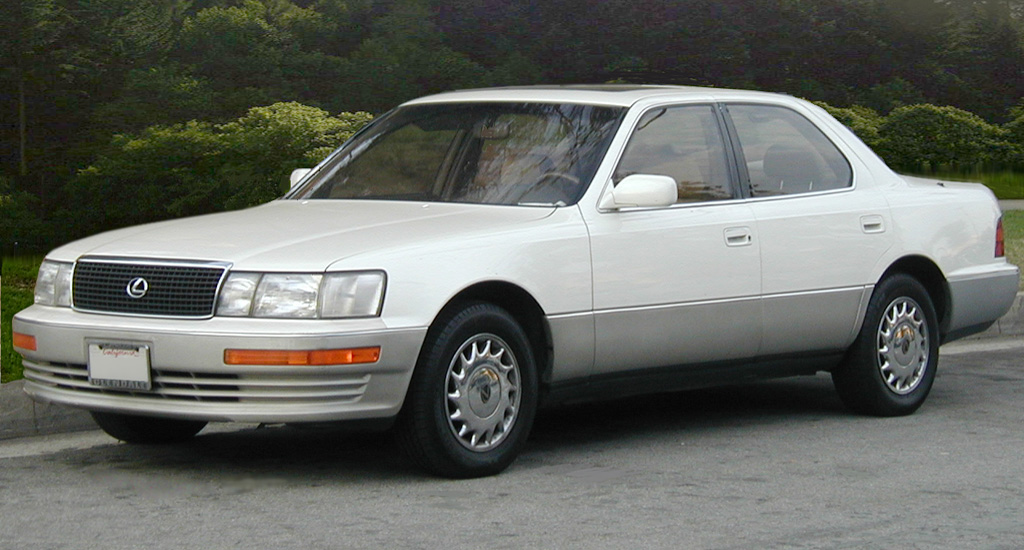
LS 400, el primer automòbil de la marca premium Lexus, va començar la seva comercialització en 1989.

L'expansió va prosseguir al llarg dels anys 1970. Taiichi Ohno va implantar en Toyota el mètode just a temps (Just in Time), i l'empresa arriba a nivells de producció superiors als de qualsevol companyia al món de l'automòbil. Entretant se li va atorgar a l'empresa el seu primer Control de Qualitat japonès a principis de la dècada i es va iniciar la història de Toyota en els esports de motor.
En 1982 Toyota Motor Company i Toyota Motor Sales es van fusionar en una única empresa rebatejada com Toyota Motor Corporation. Dos anys després Toyota va signar una aliança amb General Motors per operar conjuntament una planta de fabricació, denominada New United Motor Manufacturing, Inc. (NUMMI), a Fremont (Califòrnia) l'activitat del qual es va perllongar fins a 2010.
En 1983 el president de Toyota, Eiji Toyoda, acorda en una reunió secreta al costat d'un grup de directius llançar una marca capaç de desafiar a les millors del món, especialment al mercat nord-americà, i van engegar el projecte F1. Després de la participació de 3.900 enginyers, l'elaboració de 450 prototips i més de 2.700.000 km de proves en 1987 es dona el vistiplau al nou automòbil, denominat Lexus LS 400, amb el qual s'inaugura la divisió de luxe Lexus en 1989.
Amb una important presència a Europa, a causa de l'èxit de Toyota Team Europe, la corporació va decidir crear TMME (Toyota Motor Europe Marketing & Engineering) per ajudar a vendre vehicles en el continent. Dos anys després, Toyota va crear una base al Regne Unit, TMUK, ja que els automòbils de l'empresa s'havien convertit en molt populars entre els conductors britànics. També es van crear bases a Indiana, Virgínia i Tianjin. En 1999 l'empresa va decidir cotitzar en les borses de Nova York i Londres.
En 2001, el Toyo Trust and Banking de Toyota es va fusionar amb altres dos bancs per formar el UFJ Bank, que va ser acusat de corrupció pel govern per fer mals préstecs a la màfia Yakuza. En aquest temps, l'UFJ va ser un dels majors accionistes de Toyota. Com a resultat de la crisi de banca del Japó, la UFJ es va fusionar amb el Bank of Tokyo-Mitsubishi per convertir-se en el Mitsubishi UFJ Financial Group.
En 2002, Toyota va aconseguir entrar en un equip de Fórmula 1 i establir joint ventures amb l'empresa francesa Peugeot. Després en un intent per aconseguir el mercat dels més joves conductors dels Estats Units Toyota va llançar en exclusiva per a aquest mercat la marca Scion en 2003. En 2005, Toyota va ser la quarta major empresa d'automòbils al món en termes de vendes amb $135.820 milions—després de General Motors amb $185.520 milions, Ford amb $164.200 milions i DaimlerChrysler amb $157.130 milions. Al maig de 2006, Toyota va aconseguir a DaimlerChrysler per la tercera plaça en vendes totals als Estats Units. Al juliol de 2006, Toyota va passar a Ford Motor Company en termes de vendes totals de vehicles als Estats Units, encara que Ford va recuperar la seva posició a Toyota en el següent mes però de nou va perdre-la a causa d'alts preus de la gasolina. En el primer trimestre del 2007 Toyota li va arrabassar el primer lloc mundial a la nord-americana General Motors.
Enmig de la Gran Recessió, Toyota va retallar la seva producció en més de 50%, per reduir els seus inventaris i enfrontar la caiguda de les vendes al març de 2009. Després Toyota va haver d'enfrontar situacions complexes com l'haver de cridar a revisió 2,3 milions d'automòbils als Estats Units gairebé al mateix temps que les autoritats d'aquest país notificaven que no podia vendre més aquests automòbils al seu territori a causa de l'acceleració espontània que presentaven diferents models. Finalment es va demostrar que eren els propis usuaris els qui provocaven l'acceleració sobtada en equivocar-se de pedal. No obstant això va ser amb el terratrèmol i tsunami del Japó de 2011 que l'empresa es va veure seriosament afectada després de trencar-se la cadena de subministrament que va produir la major caiguda de producció des que la companyia té registres, que van començar en 1976. Com a conseqüència, Toyota va perdre el liderat com a major fabricant d'automòbils a nivell mundial que ostentava. No obstant això, en 2012 Toyota va tornar a posicionar-se com a primer fabricant mundial de cotxes per vendes.
Al començament de 2016, la marca Scion va ser descontinuada després de la recessió econòmica i la baixa en els preus de la gasolina als Estats Units. Entretant Toyota va iniciar un acostament amb l'empresa de vehicles de transport amb conductor (VTC) Uber que va portar al fabricador japonès a invertir Plantilla:USD milions en aquesta empresa en 2018, associant-se a més per desenvolupar de manera conjunta vehicles autònoms.